# Li Xiannian
En aquest nom xinès, el cognom és Li.
Li Xiannian (xinès: 李先念)  (Comtat de Hong'an, 23 de juny de 1909 - Pequín, 21 de juny de 1992), va ser un polític xinès, president de la República Popular de la Xina entre 1983 i 1988 i després president de la Conferència Consultativa Política de la Xina Popular fins a la seva mort.

## Biografia
Es va unir al Partit Comunista Xinès el 1927, i va servir a l'exèrcit comunista xinès durant la Llarga Marxa. Va esdevenir una important figura política al partit comunista, on va arribar a ser membre del Politburó xinès el 1956.
És considerat com un dels Vuit Immortals del Partit Comunista.